# 塔拉韦拉
塔拉韦拉，是西班牙加泰罗尼亚莱里达省的一个市镇。 总面积30平方公里，总人口301人（2001年），人口密度10人/平方公里。